# スクヴェイダー

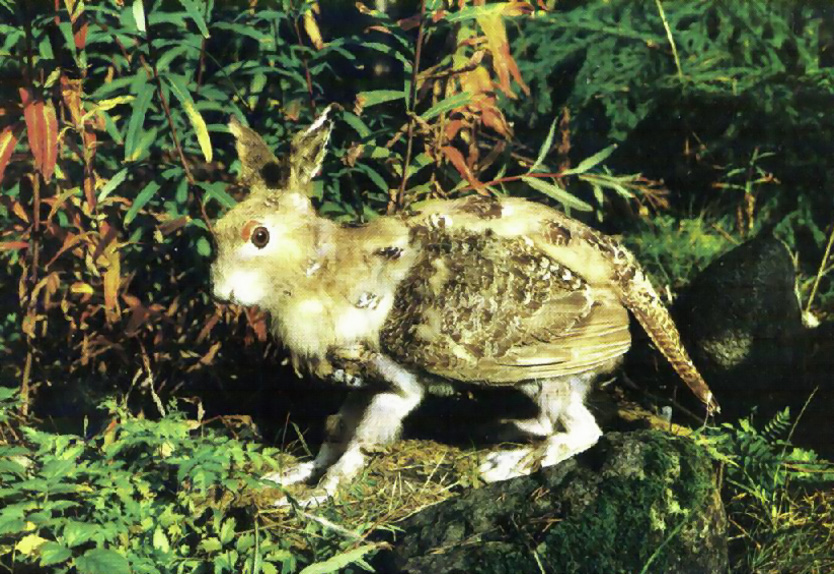
Rudolf Granberg制作のスクヴェイダー

スクヴェイダー（スウェーデン語:skvader）はスウェーデンの架空の生物で、未確認動物の一種とも言える。1918年に剥製師のRudolf Granbergが制作しスンツヴァル(Sundsvall)の博物館に展示されている。体の前半と後肢はノウサギ(Lepus)、残りはヨーロッパオオライチョウ(Tetrao urogallus)のメスが使われている。冗談でラテン名(Tetrao lepus pseudo-hybridus rarissimus)まで付けられているが、もちろん学名としては不適格である。
スウェーデンアカデミー辞典によると、スクヴェイダーという名はskvattra（鳴く？）とtjäder（ヨーロッパオオライチョウ）から作られた造語とされる。

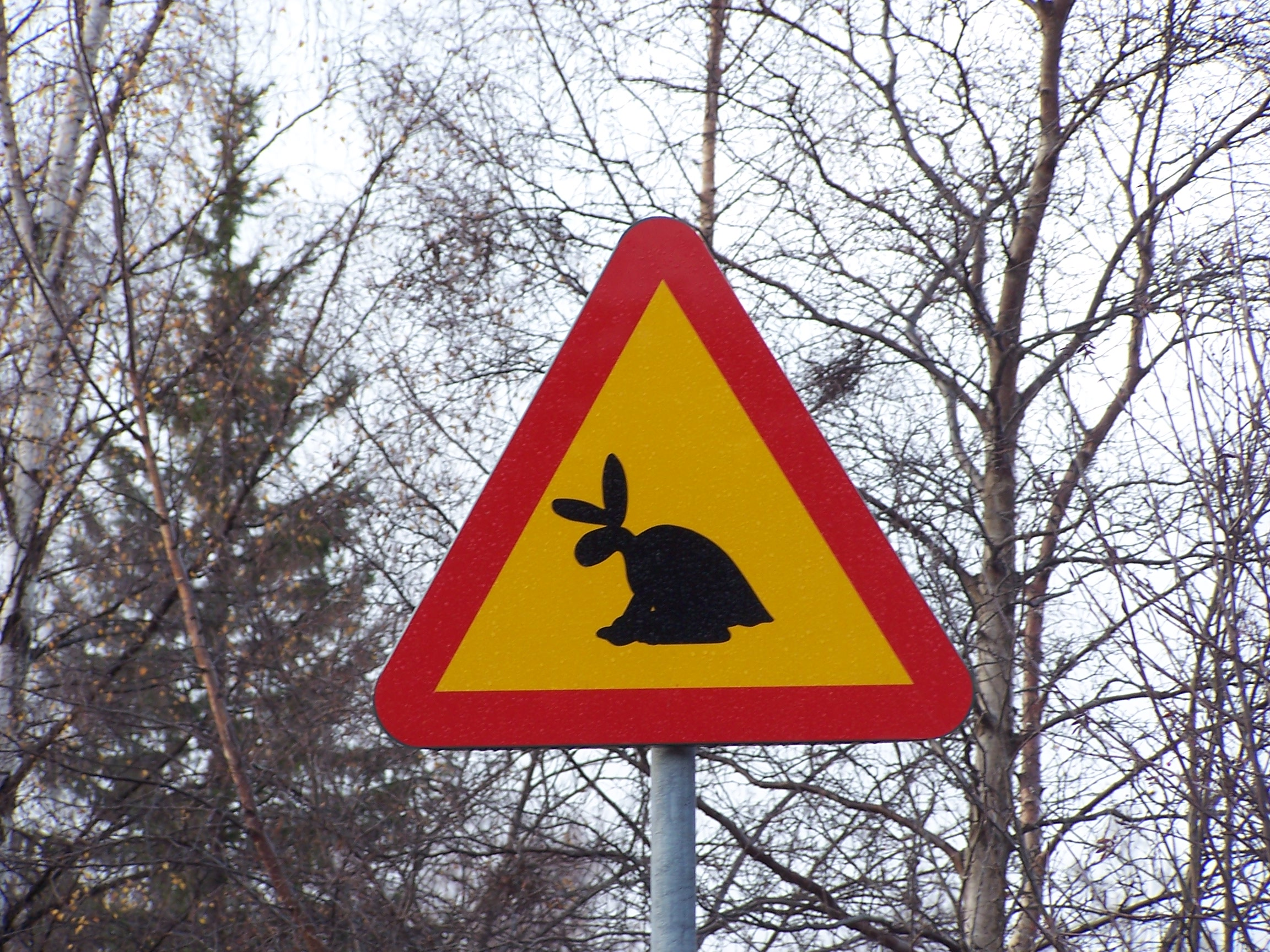
博物館への道に掲げられた「スクヴェイダー注意」の交通標識

スクヴェイダーは20世紀初頭にスンツヴァルのレストランでHåkan Dahlmarkという男が語ったほら話に由来する。Dahlmarkは他の客を楽しませるために、スンツヴァルの北で1874年にこんな動物をしとめたと主張したのである。彼は1907年の誕生日に家政婦が甥のHalvar Friesendahlに書かせたスクヴェイダーの絵を贈られたが、これを死の直前の1912年に地元の博物館に寄贈した。1916年エルンシェルツビク(Örnsköldsvik)で開かれた展覧会で、博物館の館長Carl Erik Hammarbergは剥製師Rudolf Granbergと知り合いになり、狩りの話と絵について述べてこの動物を復元できないか頼んだ。1918年にGranbergはスクヴェイダーを完成させ、それ以来この剥製は絵とともにこの博物館の非常に人気のある展示品となった。
このことからスクヴェイダーは非公式ながらスンツヴァルのシンボルとして登場するようになり、1987年にメーデルパッド地方の動物を制定する際には多くの住民がスクヴェイダーに投票した。最終的には妥協案としてスクヴェイダーの前半であるユキウサギが選ばれた。このように現地では大変人気があるものの、話し言葉ではskvaderという語は「悪い妥協」「矛盾する物の組み合わせ」という意味で用いられる。

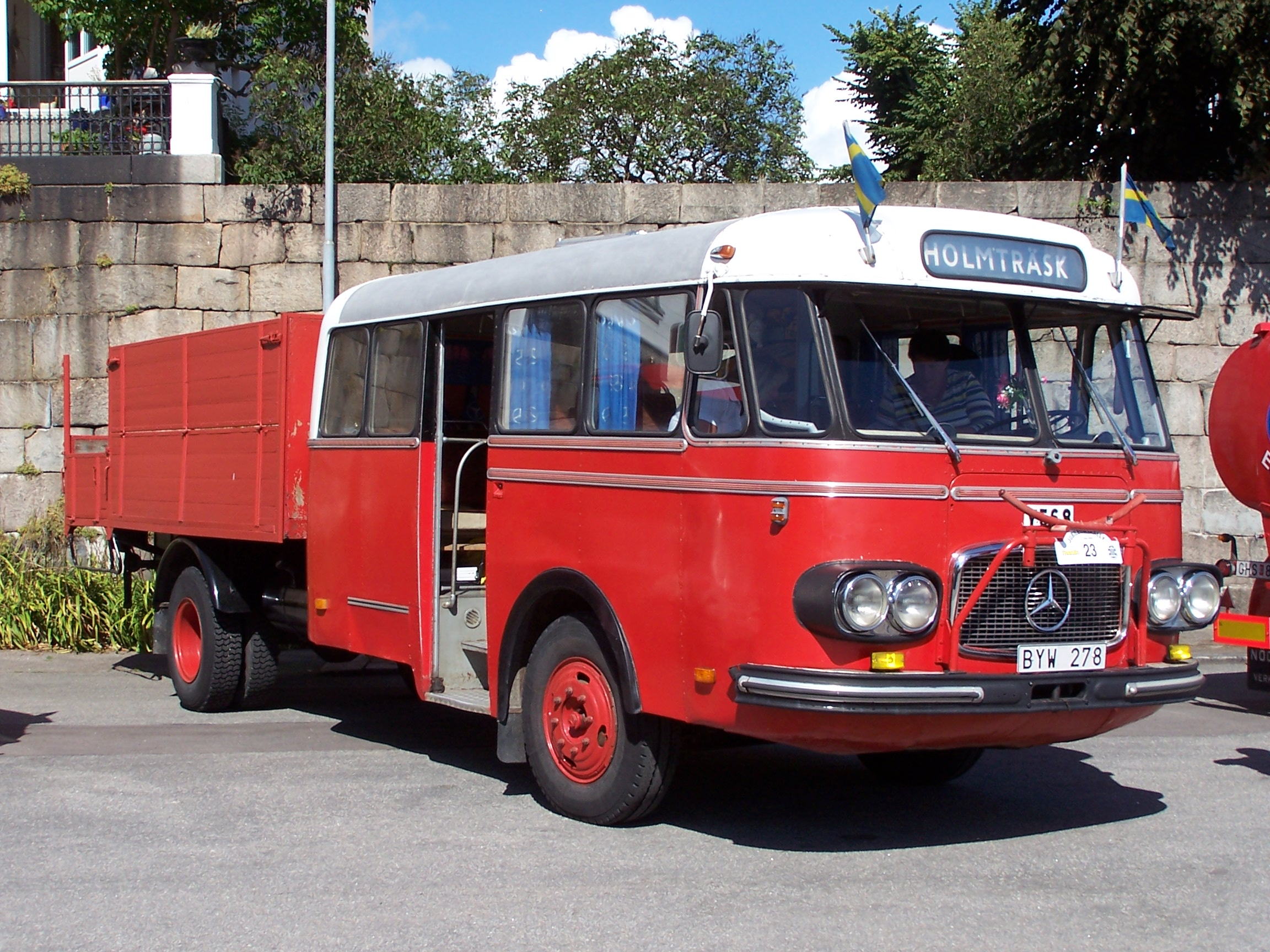
スクヴェイダー・バス

スクヴェイダーは1950年代から1960年代にかけてノールランドの小さなバス路線でよく使われた車両の愛称にもなっている。これは前半は旅客を乗せるバスだが、後半が幌無しの荷台になっていて牛乳を酪農家から近在の販売所へ配達するのによく使われた。